# Kąt mostka

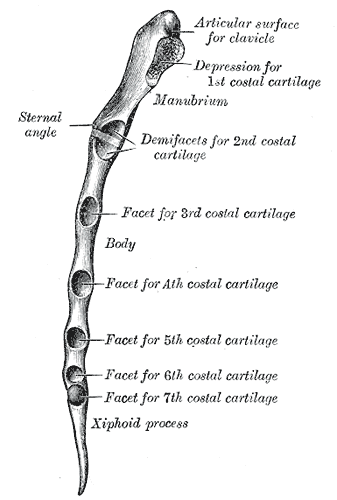
Mostek z zaznaczonym kątem mostka (Sternal angle)

Kąt mostka, kąt Louisa, kąt Ludwiga (łac. angulus sterni, angulus Louis, angulus Ludovicus) – w anatomii człowieka część mostka, miejsce połączenia jego rękojeści i trzonu, tworzące kąt otwarty ku tyłowi. Po obu stronach kątu mostka przyczepiają się chrząstki drugich żeber.
W medycynie ratunkowej kąt mostka stanowi kostny punkt orientacyjny pomocny między innymi w wyznaczaniu drugiej przestrzeni międzyżebrowej w celu nakłucia i odbarczenia opłucnej.
Pochodzenie nazwy eponimicznej jest sporne, jako osoby mające być nią upamiętnione wymieniani są Antoine Louis, Pierre Alexandre Louis i Wilhelm Friedrich von Ludwig.